# Li Aiyue
Li Aiyue (en chino: 李愛月; 15 de agosto de 1970) es una deportista china que compitió en judo.
Ganó dos medallas de plata en el Campeonato Mundial de Judo en los años 1993 y 1995, y dos medallas de oro en el Campeonato Asiático de Judo en los años 1985 y 1988. En los Juegos Asiáticos consiguió dos medallas de plata en los años 1990 y 1994.

## Palmarés internacional
| Campeonato Mundial  | Campeonato Mundial | Campeonato Mundial | Campeonato Mundial |
| Año                 | Lugar              | Medalla            | Categoría          |
| ------------------- | ------------------ | ------------------ | ------------------ |
| 1993                | Hamilton (Canadá)  | Medalla de plata   | –48 kg             |
| 1995                | Chiba (Japón)      | Medalla de plata   | –48 kg             |
| Juegos Asiáticos    |                    |                    |                    |
| Año                 | Lugar              | Medalla            | Categoría          |
| 1990                | Pekín (China)      | Medalla de plata   | –48 kg             |
| 1994                | Hiroshima (Japón)  | Medalla de plata   | –48 kg             |
| Campeonato Asiático |                    |                    |                    |
| Año                 | Lugar              | Medalla            | Categoría          |
| 1985                | Tokio (Japón)      | Medalla de oro     | –48 kg             |
| 1988                | Damasco (Siria)    | Medalla de oro     | –48 kg             |